# Hoàng Nguyễn Thự
Hoàng Nguyễn Thự (1749-1801), tự Đông Hy, hiệu Nghệ Điền, là danh sĩ thời Lê trung hưng và Tây Sơn trong lịch sử Việt Nam.

## Tiểu sử
Hoàng Nguyễn Thự sinh năm Kỷ Tỵ (1749) trong một gia đình quan lại ở xã Đông Bình, huyện Gia Bình (nay là thị trấn Đông Bình, huyện Gia Bình, tỉnh Bắc Ninh).
Ông là con trưởng Hoàng Đình Hân (1715-1789), làm quan tới chức Đặc tiến Kim tử Vinh lộc Đại phu, Thừa chính sứ xứ Tuyên Quang, kiêm thị Đông cung Thủ phiên Viện Thái y, tước Gia Diễn hầu.
Thuở nhỏ, Hoàng Nguyễn Thự theo học Hương cống Phạm Gia Huệ, là người làng Đông Ngạc (làng Vẽ), huyện Từ Liêm (nay thuộc thành phố Hà Nội). Sau, được thầy học yêu quý, gả con gái cho.
Năm Giáp Ngọ (1774), Hoàng Nguyễn Thự thi đỗ Cử nhân, được bổ làm quan Tri huyện Thanh Oai (nay thuộc thành phố Hà Nội).
Năm Đinh Mùi (1787), ông thi đỗ Tiến sĩ. Đây là khoa thi Hội chính thức cuối cùng của triều Hậu Lê.
Sau khi nhà Hậu Lê sụp đổ, ông mang gia đình trốn về quê vợ ở làng Đông Ngạc. Kể từ đó, đất này trở thành quê hương của một chi họ Hoàng. Về sau Hoàng Nguyễn Thự, được coi là tổ họ Hoàng ở làng Đông Ngạc .
Theo sách Văn học thế kỷ XVIII, đề mục "Hoàng Nguyễn Thự", thì mãi đến tháng 2 năm Quý Sửu (1793), năm đầu niên hiệu Cảnh Thịnh, vì bị triệu đòi mãi ông phải vào Phú Xuân làm ở bộ Hình, sau thăng Hình bộ Tả thị lang, rồi Hiệp trấn Lạng Sơn, là một tỉnh trọng yếu ở biên giới phía Bắc.
Năm Tân Dậu (1801), Hoàng Nguyễn Thự mất khi tại lỵ sở lúc 52 tuổi, được đưa về an táng tại làng Đông Ngạc.

## Tác phẩm
Hoàng Nguyễn Thự sáng tác không nhiều, tất cả đều bằng chữ Hán. Trong bộ sách Đông Bình Hoàng gia thi văn còn lưu lại một số thơ ông.
Đây là một bộ tuyển tập thơ văn do ông khởi xướng, để ghi chép những sáng tác của các thành viên trong dòng họ. Nhờ con cháu tiếp tục nối thêm, nên dù không bề thế bằng bộ Ngô gia văn phái của dòng họ Ngô Thì ở Tả Thanh Oai, nhưng Đông Bình Hoàng gia thi văn cũng là một thành tựu đáng kể của Văn học trung đại Việt Nam. Hiện ở Thư viện Viện Hán Nôm (Hà Nội) còn lưu giữ bộ sách này (ký hiệu: A. 311).

## Nhận xét
Qua thơ văn Hoàng Nguyễn Thự còn lưu lại, người đọc thấy ông là người mang tâm trạng hoài Lê (Cảm thời). Tuy nhiên, khi ra cộng tác với nhà Tây Sơn, ông vẫn tỏ ra là một viên quan mẫn cán, hết lòng vì công việc (Công đường muộn tọa), dù trong lòng vẫn muốn ở ẩn.
Bàn về điều này, sách Văn học thế kỷ XVIII do PGS. Nguyễn Thạch Giang làm Chủ biên, có đoạn viết:
Hoàng Nguyễn Thự sáng tác trước và sau khi ra cộng tác với nhà Tây Sơn. Trong thơ văn thỉnh thoảng ông có nhắc đến nhà Tây Sơn, nhưng không thấy rõ dự gắn bó của ông với triều đại này. Đọc Hoàng Nguyễn Thự có cảm giác ông không chủ động được trước thời cục lúc bấy giờ. Ông buồn phiền, muốn lánh mình sang một bên trước những biến động của xã hội .

## Thơ Hoàng Nguyễn Thự
Trong sách Văn học thế kỷ XVIII có giới thiệu 9 bài thơ chữ Hán, làm theo thể thất ngôn bát cú, của Hoàng Nguyễn Thự. Ở đây trích giới thiệu một bài trong Tập thơ lúc vào Kinh đô Phú Xuân (tên tập thơ, biên theo lời chú của tác giả).
| Phiên âm Hán-Việt: Phát trình ngâm Quý Sửu niên nhị nguyệt sơ cửu nhật Sa đà kỷ tái ngẫu nhi canh, Vô ý kim triêu vạn lý hành. Hữu xã tắc đàn vô định chủ, Khả nam bắc lộ thị hà tinh. Lệ hà lục thượng trường anh trạc, Thân diệp đồ gian thốn thảo khinh. Tự tiết bất tri vong tiết sĩ, Hư đề thiên tử nhất chiêu tinh. | Dịch nghĩa: Ngâm lúc lên đường ngày 9 tháng 2 năm Quý Sửu (1793) Mấy năm lận đận, kết bạn đi cày, Không ngờ sáng nay ra đi muôn dặm. Có đàn xã tắc nhưng chủ chưa dứt khoát, Con đường Nam, con đường Bắc, mối tình ngả về phía nào Sông nước mắt trên cạn, giặt hoài dải mũ, Thân chiếc lá giữa đường, nhẹ lòng tấc cỏ. Nói về tiết, có biết đâu ta là kẻ sĩ quên tiết tháo, Luống cầm cờ tinh triệu đòi của nhà vua . |

## Hậu duệ
Gia tộc Hoàng ở Đông Ngạc có nhiều người đỗ đại khoa. Có thể kể đến:
- Hoàng Tế Mỹ (1795-1849), là con trai thứ ba của Hoàng Nguyễn Thự. Ông đỗ Đệ nhị giáp Tiến sĩ (Hoàng giáp) khoa Bính Tuất (1826),từng giữ chức Hữu Tham tri bộ Binh, khi mất được truy phong Thượng thư bộ Lễ.
- Hoàng Tướng Hiệp (1835-1885), là con trai thứ ba của Hoàng Tế Mỹ. Ông Hiệp đỗ Đệ tam giáp đồng Tiến sĩ xuất thân khoa Ất Sửu (1865), từng làm Án sát Lạng Sơn, Tuần phủ Tuyên Quang (1877), sung Tham tán Quân vụ Đại thần.
- Hoàng Tăng Bí (1883-1939), là cháu đời thứ năm của gia tộc họ Hoàng ở Đông Ngạc, tính từ cụ tổ Hoàng Nguyễn Thự. Ông đỗ Phó bảng năm 1910 nhưng không ra làm quan, mở trường tư dạy học, viết báo Trung Bắc tân văn và soạn một số vở tuồng kêu gọi lòng yêu nước.
- Hoàng Thị Nga (1903-1970), nữ Tiến sĩ khoa học đầu tiên người Việt Nam, Hiệu trưởng đầu tiên của Trường Cao đẳng Khoa học Việt Nam Dân chủ Cộng hòa
- Hoàng Minh Giám (1904-1995), là con nhà cách mạng Hoàng Tăng Bí. Ông là nhà hoạt động chính trị, nhà ngoại giao, nhà giáo ưu tú của Việt Nam.